# Jules-René Hervé
Pour les articles homonymes, voir Hervé.
Jules-René Hervé, né à Langres le 14 avril 1887, et mort dans la même ville le 13 novembre 1981, est un peintre français.

## Biographie
Le père de Jules-René Hervé est un ancien séminariste. Son oncle Jules Alfred Hervé est professeur de dessin. Élève au collège Diderot de Langres (Haute-Marne), prédisposé pour le dessin, puis plus tard pour la peinture, Jules-René Hervé s'installe à Paris en 1908, où il continue ses études à l'école des arts décoratifs. Il expose pour la première fois au Salon des artistes français de 1910. De 1911 à 1943, il enseigne la peinture à de nombreuses générations d'artistes. Il reçoit une médaille d'argent au Salon des artistes français de 1914. Engagé pendant la Première Guerre mondiale, il met sa carrière entre parenthèses. Il voyage en Europe grâce à une bourse du gouvernement français en 1924. En 1924, il participe à une exposition à Belfort, aux côtés de peintres franc-comtois, lorrains et alsaciens de renom tels Georges Fréset, Jules Adler, Joseph-Paul Alizard et Jules-Alexis Muenier. Il expose également à Langres aux côtes de Georges Fréset, Jules Adler, et René-Xavier Prinet. Il est gratifié d'une médaille d'or au Salon des artistes français de 1925, et d'une médaille d'or à l'Exposition universelle de 1937. Il est élu vice-président du Salon des artistes français. Ensuite, Hervé se retire de la vie publique, son art s'éloignant des critères de l'époque.
Hervé est un peintre des scènes de la vie parisienne. Paris, vu par Hervé, est la ville de la poésie, la « ville des lumières » qu'il peint dans le sillage des impressionnistes. Il a également peint de nombreuses vues de sa ville natale et du faubourg de Brévoines. Il était réputé pour ses scènes de processions religieuses.

## Collections publiques

### Aux États-Unis
- Chicago, Art Institute of Chicago ;
- New York, musée d'art Dahesh ;

### En France
- Annecy, musée d'art contemporain et d'art régional ;
- Dijon : musée des beaux-arts de Dijon ; Cour d'Appel, œuvre : "vue de Longe-Porte" ;
- Langres, musée d'art et d'histoire ;
- Saint-Étienne, musée d'art moderne et contemporain ;
- Tourcoing, musée des beaux-arts de Tourcoing.

## Expositions
- Jules Hervé-Mathé & Jules-René Hervé, deux peintres, deux collections[2], Langres, musée d'art et d'histoire, du 18 mai au 22 septembre 2019.